# Bleu de Prusse
Cet article concerne le pigment. Pour le roman, voir Bleu de Prusse (roman).
Le bleu de Prusse (en allemand : Preußischblau ou Berliner Blau) est un pigment bleu foncé, identifié au Colour Index comme PB27 et dont la désignation internationale ISO est Iron blue pigment. Ce cyanoferrate ferrique (II) doit être considéré comme le premier colorant synthétique moderne, obtenu au début du XVIIIe siècle.
Par métonymie, « bleu de Prusse » peut désigner la nuance de bleu caractéristique de ce pigment.
Ce composé chimique a un usage médical, en prévention ou en traitement des intoxications au césium ou au thallium.

## Histoire
Le marchand de couleurs Johann Jacob Diesbach (de), originaire de Zaberfeld près d’Heilbronn et établi à Berlin, découvrit accidentellement ce colorant bleu dans le laboratoire de Dippel à Berlin entre 1704 et 1707, très probablement en 1706. D'après le chimiste Georg Ernst Stahl, Diesbach essayait de produire de la laque de Florence, un pigment carminé à base de cochenille et d'alun, extrêmement cher. Habituellement, il faisait bouillir des cochenilles finement pulvérisées dans de l'eau puis il ajoutait de l'alun, du sulfate de fer et de la potasse. Un jour, étant à court de potasse, il en emprunta à son collègue Dippel qui travaillait sur l’huile animale, une préparation à base de sang d'animal. Quand il rajouta cette potasse, il n'obtint pas le rouge carmin attendu. En concentrant le précipité, il eut d'abord du pourpre puis un bleu profond. Cherchant à expliquer ce résultat, il demanda l'aide de Dippel, qui comprit que cette substance colorée provenait de la réaction de ce résidu de potasse contaminée par de l'hexacyanoferrate avec le sulfate de fer. Le ferrocyanure s'obtenait à partir de déchets animaux renfermant de l'azote.
La correspondance entre Leibniz et Frisch appelle bleu de Prusse ce pigment bleu foncé en mars 1709, ; d'autres lettres de novembre 1709 disent bleu de Berlin (« Berlinisch Blau »). Diesbarch et Frisch produisirent en premier ce pigment à Berlin, au moins entre 1708 et 1716. Frisch en assurait principalement la promotion et la vente ; il en tirait des profits substantiels. Dippel le produisit aussi aux Pays-Bas, durant son séjour dans ce pays jusqu'en 1714.
Dès 1709, le nouveau pigment est envoyé aux peintres de Paris, Leipzig, Bâle et en Italie. Les peintres européens l'adoptent rapidement. Les analyses l'ont détecté dans  La Mise au tombeau du Christ du peintre néerlandais Pieter van der Werff, de 1709. Watteau l'a utilisé en sous-couche dans La Mariée du village peint entre 1710 et 1712 — le ciel et les personnages sont peints à l'outremer, un pigment bleu très cher à base de lapis-lazuli,, puis dans Les Deux Cousines (vers 1716) et Le Bain de Diane (1712-1717).
En 1716, Frisch rapporte dans une lettre à Leibniz que deux ateliers parisiens de fabrication d'outremer fermèrent à cause des grandes quantités de bleu de Prusse qu'il écoulait dans cette ville. Pour protéger les gains considérables qu'ils pouvaient tirer de ce produit, ses inventeurs gardèrent secret son procédé de fabrication, jusqu'à ce que le médecin naturaliste britannique John Woodward publie en 1724 dans les Philosophical Transactions un procédé de production, sur la base d'une lettre reçue d'Allemagne. L'année suivante, le chimiste médecin Étienne-François Geoffroy révèle aux chimistes français les secrets de fabrication et bientôt toute l'Europe est au courant. Le bleu est alors connu aussi sous le nom de bleu de Paris.
Depuis cette époque, nombre de grands noms de la science se sont intéressés à la composition, la stœchiométrie et la structure du bleu de Prusse, dont Priestley, Scheele, Berthollet, Gay-Lussac et Berzelius.
En 1756, le médecin et chimiste Pierre Joseph Macquer s'intéresse à ce pigment et publie Examen chymique du bleu de Prusse. Joseph Louis Proust publie ensuite des Recherches sur le bleu de Prusse.
En 1782, Carl Wilhelm Scheele découvre le cyanure d'hydrogène en chauffant le bleu de Prusse dilué dans l'acide sulfurique. En 1811, Louis Joseph Gay-Lussac en détermine la composition. Mais il faut attendre 1977 pour voir la première publication de la structure cristalline détaillée, Fe4[Fe(CN)6]3 · x H2O avec x = 14-16.

## Appellations
Le 31 mars 1709, Johann Leonhard Frisch nomme le pigment « bleu de Prusse » (« Preussisch Blau ») ; en novembre de la même année, il change le nom en « bleu de Berlin » (« Berlinisch Blau »).
Selon les fabricants et les différents procédés de fabrication, les noms du bleu de Prusse peuvent varier. En Grande-Bretagne, il est désigné sous les appellations « Prussian blue, iron blue, toning blue ». La désignation internationale de normalisation ISO est iron blue.
En France, le bleu de Prusse peut être aussi appelé « bleu de Milori » du nom de la société A. Milori Cie, de Paris, qui fabriquait le « bleu de Paris » — cette couleur était un peu moins prononcée que celle du bleu de Prusse alors qu'il s'agit du même PB 27 (index de couleur),. On peut trouver ces pigments sous les appellations « bleu de Prusse Milori » (45 200) et « bleu de Prusse Paris » (45 210),,.

## Couleur
Si le bleu de Prusse est d'abord un pigment, l'association de ce pays au bleu se manifeste aussi dans le domaine militaire. Au cours du règne de Frédéric-Guillaume Ier, pendant lequel Diesbach produisit le pigment, les uniformes des régiments d'infanterie de ligne l'armée prussienne passèrent de blanc et noir à bleu et blanc.

## Chimie

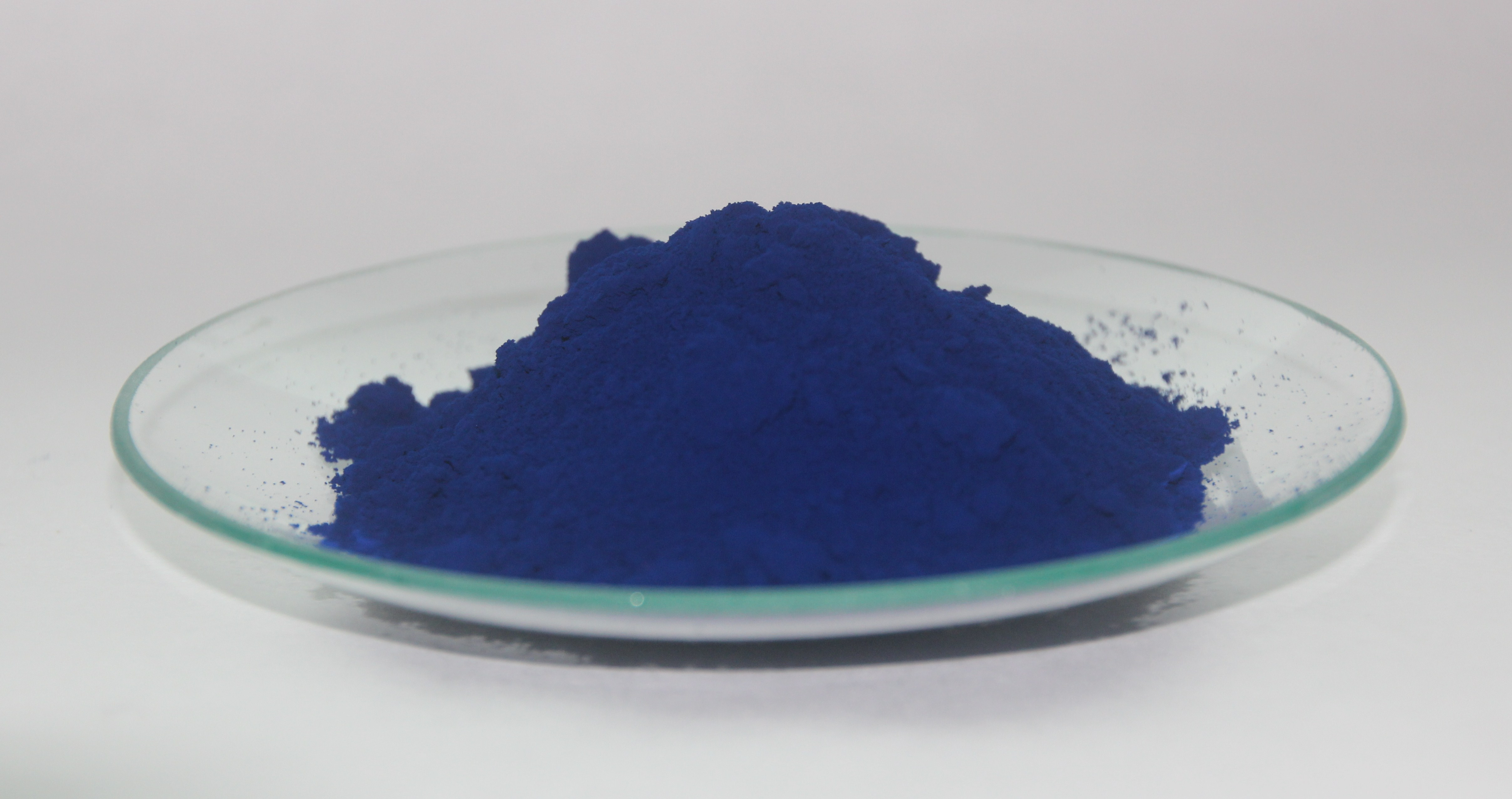
Pigment de bleu de Prusse.

Sa formule chimique est Fe7(CN)18(H2O)x, où x varie de 14 à 18. C'est un ferrocyanure ferrique. La structure consiste en un polymère tridimensionnel, les ions cyanures pontant les différents ions fer(II, III).
Il donne une coloration violette quand on le dissout dans du tartrate d'ammonium.

### Préparation
Le procédé utilisé par John Woodward en 1724 était le suivant : on mélange en solution dans l'eau six parts de sulfate ferrique et six parts de ferrocyanure de potassium, on y ajoute vingt-quatre parts d'acide chlorhydrique et une part d'acide sulfurique. Au bout de plusieurs heures, on verse dans la préparation du chlorure de chaux. Le bleu de Prusse précipite au fond du récipient. Il ne reste qu'à le purifier du ferricyanure de potassium qu'il contient en faisant précipiter ce dernier par l'action d'un peu de chlorure ferrique dilué. Le bleu de Prusse peut alors être séché.

## Utilisations

### Peinture

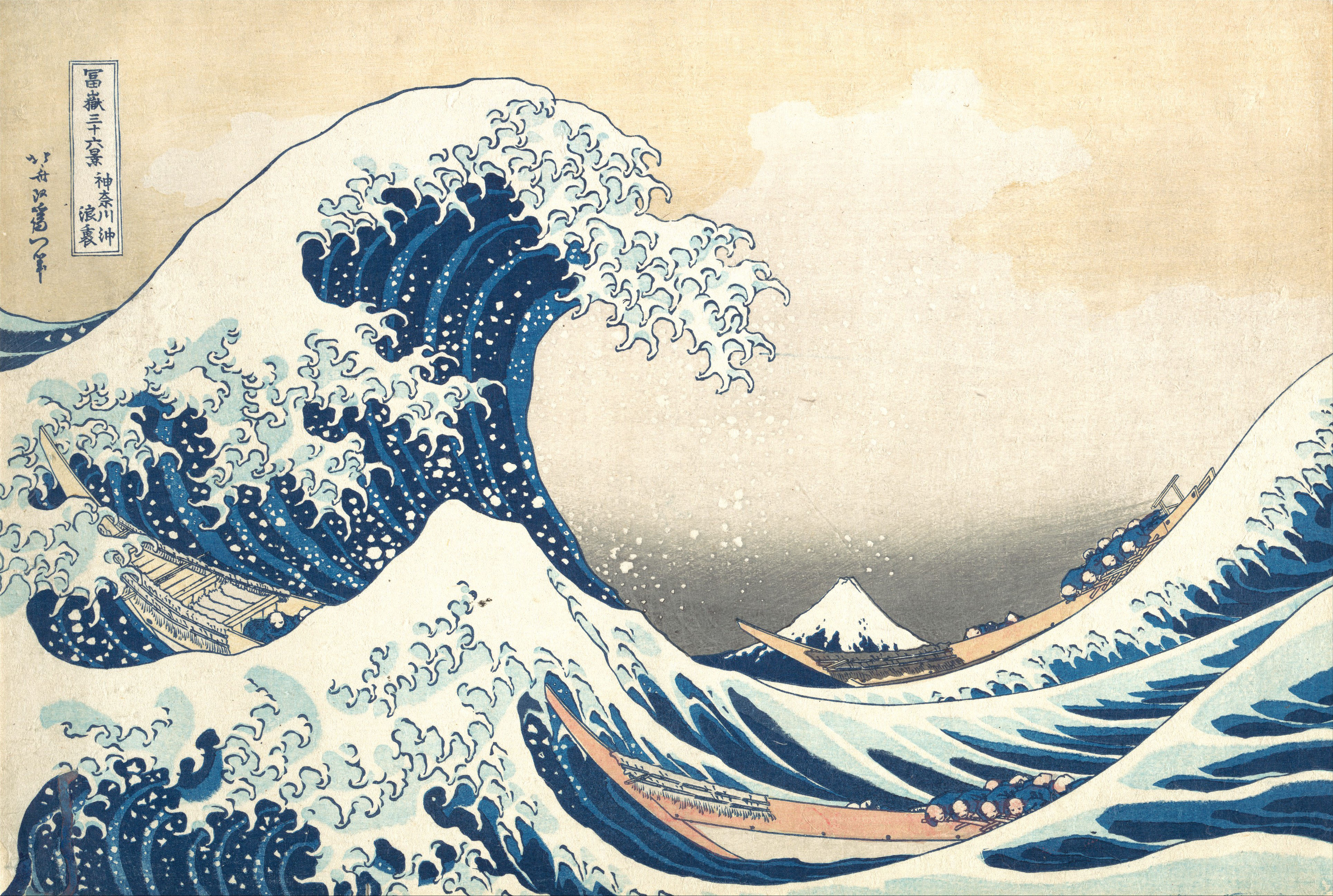
Le bleu de la La Grande Vague de Kanagawa de Hokusai, imprimée vers 1830-1832, est du bleu de Prusse.

Le bleu de Prusse est identifié dans le Colour Index sous le code « PB27 ». Il a été aussi diffusé sous le nom de Bleu Intense, bleu de Berlin, de Paris, d'Anvers, de Chine, de Turnbull, bleu MiloriLa teinte exacte, la transparence, le pouvoir colorant dépendent de la méthode de préparation. Calciné, il devient brunâtre. La solidité à la lumière est généralement bonne, quoiqu'il perde de la vivacité dans les premières semaines d'exposition. Généralement très colorant, il s'utilise avec parcimonie en peinture à l'huile et en aquarelle. Il est aujourd'hui délaissé au profit du bleu phtalo ou du bleu d'indanthrène[réf. souhaitée].
Les artistes ont accueilli ce pigment sans enthousiasme. Pour Paillot de Montabert, c'est « le vrai bleu […], un bleu élémentaire tant qu'il n'est pas verdi par l'effet de huile ». Léonor Mérimée lui reproche un manque de solidité : sa couleur devient « verdâtre et grise lorsqu'elle est exposée à la lumière vive », mais si Bouvier en convient, il le considère comme « une couleur très précieuse ». On rapporte que Degas l'avait en horreur, et Blockx le considère comme impropre à la peinture, mais on le retrouve « dans nombre de palettes de peintres du XIXe siècle : David, Ingres, Horace Vernet, Gérôme », sans compter son usage en gravure sur bois au Japon où il remplace l'indigo, notamment chez Hokusai. Picasso l'utilise constamment durant sa période bleue. Au XXe siècle, le bleu de Prusse est réputé envahissant. Cet envahissement serait une légende dont le pouvoir colorant exceptionnel jusqu'à l'invention des pigments organiques, et une solidité supérieure à celle des couleurs auxquelles il était associé auraient fourni la base, le bleu de Prusse étant insoluble dans les liants de la peinture à l'huile.
Le bleu de Prusse, couleur transparente, paraît noir à l'état pur. À la dilution donnant le maximum de coloration, son spectre d'absorption montre une décroissance de transmission à partir de 450 nm, de sorte que sa teinte varie fortement entre lumière solaire, où il semble bleu, et sous éclairage artificiel, où il peut paraître noir ; de plus, sa nuance est difficile à rendre en lumière additive, par exemple sur des écrans d'ordinateur ou de téléphone.
Le pigment PB27 s'emploie en aquarelle avec quelque difficulté. Les particules tendent à s'agglomérer et la couleur change beaucoup au séchage, s'éclaircissant et perdant en vivacité. Il devient verdâtre et grisâtre, d'autant plus qu'il est dilué en lavis. Il se rompt avec du rouge vénitien (PR101) ou de l'orange de périnone (PO43). Il entre dans la composition de verts préparés d'avance comme le vert de Hooker. Le bleu phtalo développé dans les années 1930, dont la teinte peut être similaire, a beaucoup diminué sa popularité à partir des années 1970.
Sa propriété de changer de nuance selon la dilution le rend intéressant pour le lavis en camaïeu.

### Aizuri-e
Dès le procédé de fabrication connu, le bleu de Prusse est diffusé et exporté partout. Le Japon en importe significativement à partir de 1830 à l'époque de la mode de l'aizuri-e, des estampes gravées sur bois (ukiyo-e) en camaïeu de bleu. Le bleu de Prusse est la couleur principale des Trente-six vues du mont Fuji, de Hokusai, publiées en 1830.

### Médecine
Au début du XXe siècle, Achard (1909) puis Bordet (1927) s'intéressent aux effets du bleu de Prusse sur la coagulation sanguine.
Le bleu de Prusse est utilisé pour prévenir et traiter les contaminations humaines ou animales au césium radioactif (137Cs+ et 134Cs+) ou encore des intoxications alimentaires au thallium (Tl+).
Il joue alors le rôle d'un échangeur d'ions minéral et permet ainsi l'immobilisation et la fixation en phase solide des cations Cs+ et Tl+. La baisse de la concentration de ces cations monovalents radiotoxiques ou nocifs dans le bol alimentaire transitant par l'appareil digestif ralentit leur passage dans le sang au niveau de l'intestin. Cet usage est davantage préventif que curatif, mais il semble être le traitement le plus efficace connu pour le césium radioactif. Il a montré une certaine efficacité en laboratoire,, chez plusieurs espèces d'animaux domestiques et même chez un animal sauvage comme le sanglier vivant dans des zones touchées par les retombées de Tchernobyl,.
Il est alors délivré sous forme colloïdale (Radiogardase) pour « décorporer le 137Cs après ingestion ». Il a dans cette fonction été testé avec succès sur des ovins et porcins. Il fait donc partie de la panoplie des « contre-mesures » susceptibles d'être mises en œuvre après un accident nucléaire majeur, notamment pour diminuer les transferts vers la viande à partir d'une alimentation animale contaminée, y compris le cas échéant dans un environnement en semi-liberté (élevage semi-extensif, gibier de plaine).
La FDA a autorisé l'utilisation du bleu de Prusse comme médicament expérimental contre l'empoisonnement interne (suspecté ou certain) au césium 137 et au thallium, estimant que 500 mg/jour délivrés en capsules insolubles de bleu de Prusse fabriquées dans les conditions d'une nouvelle demande de médicament approuvée, sont sûrs et efficaces (que le thallium soit radioactif ou non).
Le bleu de Prusse fait partie de la liste des médicaments essentiels de l'Organisation mondiale de la santé (liste mise à jour en avril 2013). Selon l'AIEA, un adulte peut recevoir au moins 10 g de cette substance par jour sans préjudice grave. En cas d'intoxication au thallium, jusqu'à 20 g par jour sont administrés par voie orale.

### Autres utilisations
Le bleu de Prusse est aussi utilisé :
- pour vérifier l'ajustage de pièces plates au marbre en mécanique ;
- comme couche de marquage en chaudronnerie car il résiste à l'eau et aux solvants ;
- en analyse qualitative en chimie, où il permet l'identification des ions cyanure. Il est le produit de la réaction entre ce dernier et le sulfate ferreux ;
- pour fabriquer des batteries[53] ;
- dans les anciens procédés de reproduction par contact, cyanotype et pour les plans industriels par diazographie.

## Formation accidentelle dans les camps d'extermination

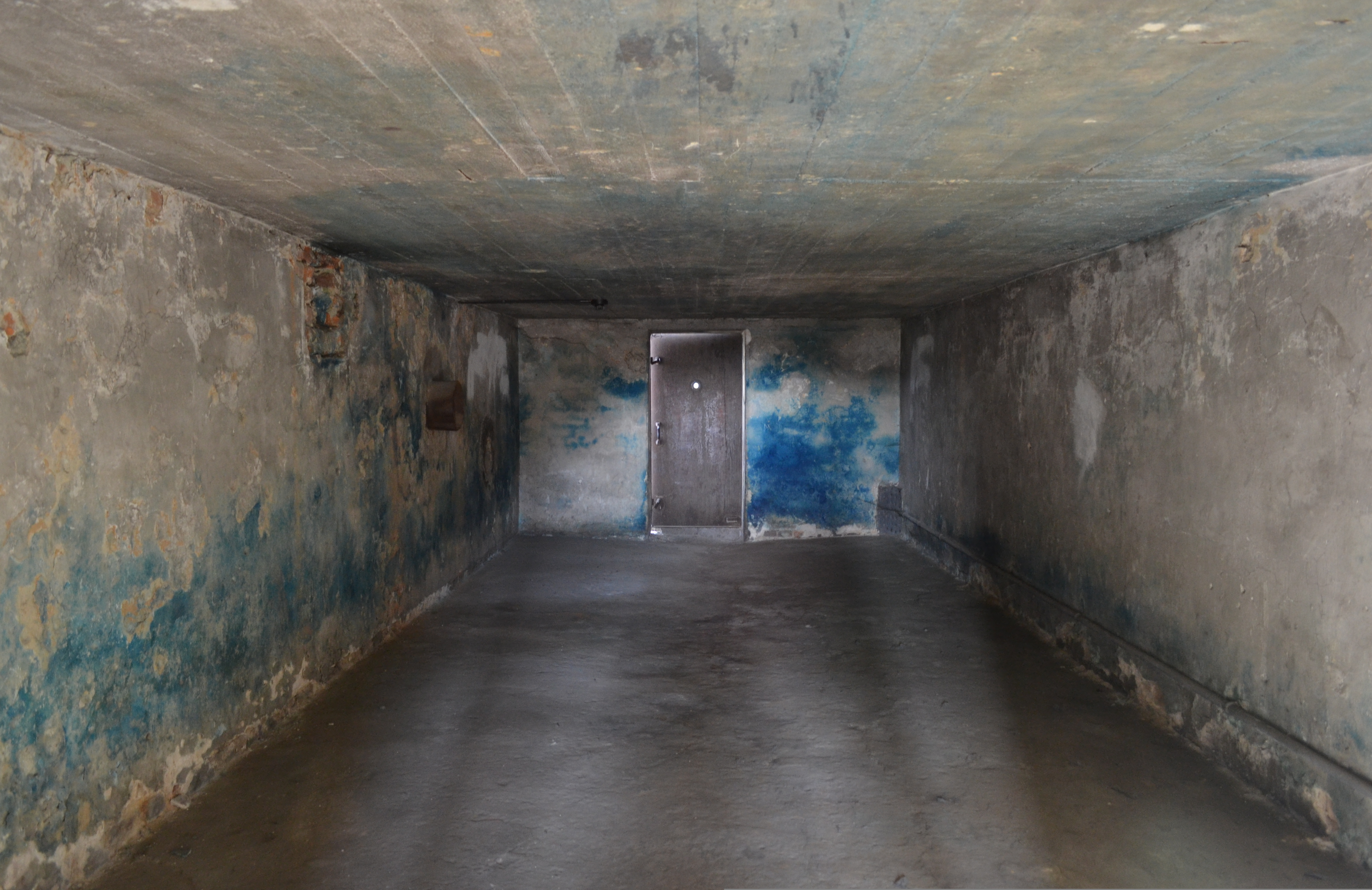
Chambre à gaz de Lublin-Majdanek avec des traces de bleu de Prusse.

Le bleu de Prusse est au centre d'une action de propagande négationniste datant de 1988, connue sous le nom de Rapport Leuchter. Son discours repose sur la visibilité d'un des composés ferrocyanurés, le bleu de Prusse, dans certains endroits où le gaz cyanure asphyxiant fut utilisé. Le rapport Leuchter, bien que reposant sur des sophismes et des informations inexactes, et démenti par les expertises entreprises pour vérifier ses affirmations, continue à circuler dans les milieux négationnistes.

## Analogues du bleu de Prusse
Les analogues de formule générale A2T[M(CN)6] (où A = Li, K, Na ; T = Fe, Co, Ni, Mn, Cu, etc. ; M = Fe, Mn, Co, etc.) sont nombreux et leurs propriétés structurelles et chimiques suscitent un intérêt croissant car, outre un intérêt médical, ce sont aussi potentiellement des matériaux actifs et utiles dans le domaine de la conversion et du stockage de l'énergie (cas des batteries alcalines-ion de type lithium-ion, sodium-ion ou encore potassium-ion).
Ils peuvent aussi être d'intéressants catalyseurs électrochimiques.